# Alphabet bimanuel
 (juin 2025).
Si vous disposez d'ouvrages ou d'articles de référence ou si vous connaissez des sites web de qualité traitant du thème abordé ici, merci de compléter l'article en donnant les références utiles à sa vérifiabilité et en les liant à la section « Notes et références ».

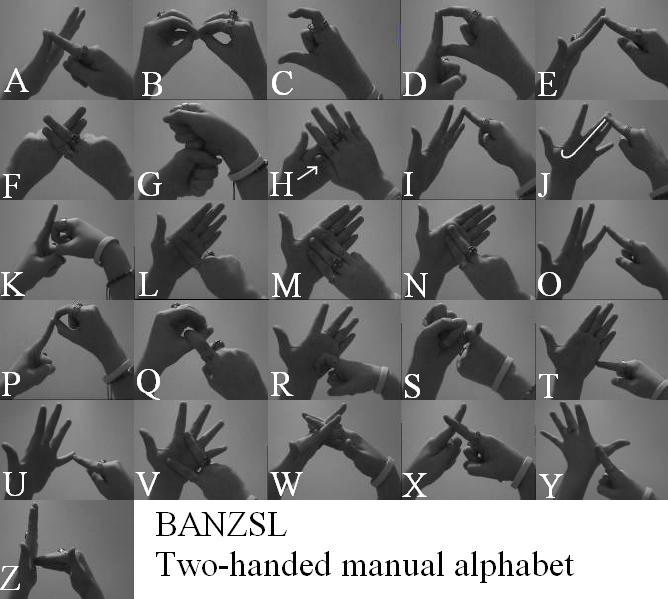

Un alphabet bimanuel est un alphabet dactylologique utilisant les deux mains.
Les langues des signes de la famille de la langue des signes britannique ont la particularité d'utiliser un alphabet bimanuel comme code manuel alternatif pour encoder les mots de la langue orale des entendants.
Ces codes alternatifs ne font pas partie de la structure interne d'une langue des signes naturelle et ne sont pas nécessaires dans une conversation entre locuteurs d'une langue des signes appartenant à la même communauté.

## Histoire
Il existe aux États-Unis un alphabet bimanuel (d'origine britannique), maintenant désuet, mais utilisé pendant longtemps à côté de l'alphabet unimanuel venu de France, ainsi que des similitudes importantes entre certains éléments non iconiques de vocabulaire de l'ASL et de la BSL (Miller et Lelièvre, en préparation).